# Abierto Mexicano de Tenis 2018
L'Abierto Mexicano de Tenis 2018, conosciuto anche con il nome di Abierto Mexicano Telcel 2018 per motivi di sponsorizzazione, è stato un torneo di tennis giocato sul cemento. È stata la 25ª edizione del torneo maschile, facente parte della categoria ATP Tour 500 nell'ambito dell'ATP World Tour 2018, e la 18ª del torneo femminile facente parte della categoria WTA International nell'ambito del WTA Tour 2018. Sia il torneo maschile che quello femminile si sono giocati al Princess Mundo Imperial di Acapulco, in Messico, dal 26 febbraio al 3 marzo 2018.

## Partecipanti ATP

### Teste di serie
| Nazionalità | Giocatore             | Ranking* | Testa di serie |
| ----------- | --------------------- | -------- | -------------- |
| Spagna      | Rafael Nadal          | 2        | 1              |
| Germania    | Alexander Zverev      | 5        | 2              |
| Austria     | Dominic Thiem         | 6        | 3              |
| Stati Uniti | Jack Sock             | 8        | 4              |
| Sudafrica   | Kevin Anderson        | 9        | 5              |
| Argentina   | Juan Martín del Potro | 10       | 6              |
| Stati Uniti | Sam Querrey           | 12       | 7              |
| Stati Uniti | John Isner            | 18       | 8              |

* Ranking al 19 febbraio 2017.

### Altri partecipanti
I seguenti giocatori hanno ricevuto una wild card per il tabellone principale:
- Lucas Gómez
- Thanasi Kokkinakis
- Jack Sock

I seguenti giocatori sono entrati nel tabellone principale passando dalle qualificazioni:

- Ričardas Berankis
- Aleksandr Bublik
- Ernesto Escobedo
- Cameron Norrie

I seguenti giocatore sono entrati in tabellone come lucky loser:
- Tarō Daniel
- Mackenzie McDonald

## Partecipanti WTA

### Teste di serie
| Nazionalità | Giocatrice          | Ranking* | Testa di serie |
| ----------- | ------------------- | -------- | -------------- |
| Stati Uniti | Sloane Stephens     | 13       | 1              |
| Francia     | Kristina Mladenovic | 14       | 2              |
| Australia   | Dar'ja Gavrilova    | 26       | 3              |
| Cina        | Zhang Shuai         | 34       | 4              |
| Romania     | Irina-Camelia Begu  | 38       | 5              |
| Francia     | Alizé Cornet        | 40       | 6              |
| Ucraina     | Lesja Curenko       | 42       | 7              |
| Germania    | Tatjana Maria       | 57       | 8              |

* Ranking al 19 febbraio 2018.

### Altre partecipanti
Le seguenti giocatrici hanno ricevuto una wild card per il tabellone principale:
- Kayla Day
- Dar'ja Gavrilova
- Renata Zarazúa

Le seguenti giocatrici sono entrate nel tabellone principale passando dalle qualificazioni:

- Jana Fett
- Amandine Hesse
- Jasmine Paolini
- Rebecca Peterson
- Arantxa Rus
- Dajana Jastrems'ka

## Punti
| Evento              | V   | F   | SF  | QF | 2T   | 1T   | Q3   | Q2   | Q1   |
| Singolare maschile  | 500 | 300 | 180 | 90 | 45   | 0    | 20   | 10   | 0    |
| Doppio maschile     | 500 | 300 | 180 | 90 | 0    | N.D. | 45   | 25   | 0    |
| Singolare femminile | 280 | 180 | 110 | 60 | 30   | 1    | 18   | 12   | 1    |
| Doppio femminile    | 280 | 180 | 110 | 60 | N.D. | 1    | N.D. | N.D. | N.D. |

## Montepremi
| Evento              | V        | F        | SF      | QF      | 2T      | 1T      | Q3   | Q2     | Q1     |
| Singolare maschile  | $321,290 | $157,510 | $79,260 | $40,305 | $20,930 | $11,040 | N.D. | $2,445 | $1,250 |
| Doppio maschile*    | $96,730  | $47,360  | $23,760 | $12,190 | $6,300  | N.D.    | N.D. | N.D.   | N.D.   |
| Singolare femminile | $43,000  | $21,400  | $11,500 | $6,175  | $3,400  | $2,100  | $0   | $1,020 | $600   |
| Doppio femminile *  | $12,300  | $6,400   | $3,435  | $1,820  | N.D.    | $960    | N.D. | N.D.   | N.D.   |

* per squadra

## Campioni

### Singolare maschile
Juan Martín del Potro ha battuto in finale  Kevin Anderson con il punteggio di 6-4, 6-4.
- È il ventunesimo titolo in carriera per del Potro, il primo della stagione.

### Singolare femminile
Lesja Curenko ha battuto in finale  Stefanie Vögele con il punteggio di 5-7, 7–6(2), 6-2.
- È il quarto titolo in carriera per la Curenko, il primo della stagione nonché il secondo consecutivo ad Acapulco.

### Doppio maschile
Jamie Murray /  Bruno Soares hanno battuto in finale  Bob Bryan /  Mike Bryan con il punteggio di 7–6(4), 7-5.

### Doppio femminile
Tatjana Maria /  Heather Watson hanno battuto in finale  Kaitlyn Christian /  Sabrina Santamaria con il punteggio di 7-5, 2-6, [10-2].